# غواهاتي
غواهاتي (الأسامية: গুৱাহাটী ) —؛ المعروفة سابقًا باسم Pragjyotishpura (السنسكريتية:प्राग्ज्योतिषपुर) وباسم Durjoya (السنسكريتية:दुर्जय) في اللغة الأسامية القديمة، وGauhati في العصر الحديث — هي منطقة حضارية قديمة وأكبر مدينة في ولاية أسام وأكبر تجمع حضري في شمال شرق الهند كما أنها واحدة من أسرع المدن نموًا في الهند وغالبًا ما يشار إليها على أنها «بوابة» المنطقة الشمالية الشرقية للبلاد.
غواهاتي، المعروفة سابقًا باسم Prāgjyotishpura تعني «مدينة النور الشرقي»، أو«مدينة النجوم الشرقية» {{استشهاد}}: استشهاد فارغ! (مساعدة) وDurjaya تعني «المنيعة»، كانت المدينة عاصمة لولاية كاماروبا القديمة في ظل حكم فارمان وبالا على التوالي.
و تضم غواهاتي عدداً من المعابد الهندوسية القديمة، وهي كاماخيا ويوماناندا ونافاجراها وسوكريسوار وباسيستا ولانكشوار ودول غوفيندا وديرغشووري وأوجرو تارا ورودريسوار إلخ. والمعابد المذكورة ليست سوى عدداً قليلاً من المعابد الموجودة في المدينة لذا سميت باسم «مدينة المعابد». وتعد مدينة ديسبور، عاصمة لولاية أسام الهندية ويقبع بها المقر الخاص بـحكومة أسام.
وتقع المدينة بين الضفة الجنوبية لنهر براهمابوترا وسفوح هضبة شيلونج، مع وجود مطار لوكبريا جوبيناث بوردولوي الدولي في غرب مدينة نارينجي في الشرق. ويجري توسيعها تدريجيًا باسم شمال غواهاتي في الضفة الشمالية من نهر براهمابوترا. مؤسسة غواهاتي المحلية، هي الحكومة المحلية الخاصة بالمدينة وتدير مساحة تقدر بـ 216 كم²، بينما تدير هيئة تطوير العاصمة غواهاتي التخطيط والتنمية لمساحة قدرها 340 كم².
وتعد غواهاتي مركزًا تجاريًا وتعليميًا رئيسيًا في شمال شرق الهند وموطنًا للمعاهد العالمية مثل معهد غواهاتي الهندي للتكنولوجيا ومعاهد أخرى رائدة مثل جامعة غواهاتي وكوتون كولدج. كما تعد المدينة مركزًا رئيسيًا للأنشطة الثقافية والرياضية في المنطقة الشمالية الشرقية وللأنشطة الإدارية والسياسية لولاية أسام. وتعتبر المدينة مركزًا إقليميًا هامًا في للنقل.
وتتميز مدينة غواهاتي وضواحيها بالحياة البرية الغنية حيث توجد بها العديد من الثدييات النادرة مثل الفيلة الآسيوية والثيران والنمور والقرود. كما تعد حياة الطيور في المدينة وحولها غنية ومتنوعة.